# 保厄希克鎮區 (愛荷華州傑斯帕縣)
保厄希克鎮區（英語：Poweshiek Township）是位於美國愛荷華州傑斯帕縣的一個行政鎮區。

## 地方資料
根據2010年美國人口普查的數據，保厄希克鎮區的面積為99.56平方千米，當中陸地面積為98.53平方千米，而水域面積為1.03平方千米。當地共有人口1149人，而人口密度為每平方千米11.54人。